# Namiki Shōzō I.
Namiki Shōzō I. (jap. 並木正三; Izumiya Shōzō, 泉屋正三; Ōnishi Shōzō, 大西庄三; * 1730 in Ōsaka; † 17. Februar 1773 ebenda) war ein japanischer Kabuki- und Bunrakuautor.

## Leben und Wirken
Der Vater Shōzōs, Izumiya Shōbei, leitete ein Kaffeehaus in einem Theater (Shibai jaya). Shōzō wurde achtzehnjährig Autor an den Theaterhäusern Ōnishi no Shibai und Naka no Shibai und verfasste unter dem Künstlernamen Izumiya Shōzō sein erstes Drama Fuyugomori Tsumagoi Ikusa. Sein zweites Stück Otokodate Yōrō no Taki verfasste er im Folgejahr unter dem Namen Ōnishi Shōzō gemeinsam mit  Takagi Richū. Beide wurden am  Theater Naka no Shibai aufgeführt. Am Theater Ōnishi no Shibai fand 1749 die Uraufführung seines Stückes Kotobuki Kogane no Kachi Ikusa mit den Schauspielern Bandō Toyosaburō I., Arashi Sanjūrō II., Iwai Hanshirō III., Sanjō Namie I., Iwata Somematsu, Mimasu Daigorō I. und Nakamura Utaemon I. statt.
1751 nahm Shōzō Unterricht bei dem Puppenspielautor Namiki Sōsuke, der jedoch im gleichen Jahr starb. Im Dezember des Jahres brachte er unter dem Namen Namiki Shōzō am Ningyō-Jōruri-Theater Toyotakeza das unter der Anleitung seines Lehrers entstandene Puppenspiel Ichi-no-Tani Futaba Gunki heraus. 1752 wurde Shōzō Chefdramaturg (Tatesakusha) am Theater Naka no Shibai.
Hier setzte er 1758 für das Stück Sanjukkoku Yobune no Hajimari erstmals im Kabuki-Theater eine von ihm erfundene Drehbühne (Mawaributai) ein. 1769 unternahm er mit dem Schauspieler Arashi Hinasuke I eine Tournee durch die Provinz Awa und Shikoku. Sein letztes Drama Nippon Daiichi Mekari no Shinji kam im Februar 1773 wenige Tage vor seinem Tod auf die Bühne des Theaters Naka no Shibai.
Zu Namiki Shōzōs Schülern zählen Namiki Gohei I., Nagawa Kamesuke I., Namiki Shōzō II., Namiki Kitasuke, Namiki Tōnan, Namiki Namboku und Namiki Sōji.

## Werke
- Fuyugomori Tsumagoi Ikusa, 1748
- Otokodate Yōrō no Taki, 1749
- Kotobuki Kogane no Kachi Ikusa, 1749
- Ichi-no-Tani Futaba Gunki, 1751
- Nagoya Ori Hinatsuru no Nishiki (UA mit Fujikawa Heikurō, Sakata Tōjūrō III., Arashi Koroku I., Fujikawa Hachizō I., Mimasu Daigorō I. und Yoshizawa Sakinosuke II.), 1752
- Arigatashi Fujiwara Keizu, 1758
- Sanjukkoku Yobune no Hajimari, 1758
- Keisei Hana no Shiroyama, 1764
- Yadonashi Danshichi Shigure no Karakasa, 1767
- Kuwanaya Tokuzō Irifune Monogatari, 1770
- Onoe Kikugorō no Baranu Banashi, 1772
- Nippon Daiichi Mekari no Shinji, 1773

## Quelle
- Kabuki 21 - Namiki Shōzō I

| Personendaten    | Personendaten                        |
| ---------------- | ------------------------------------ |
| NAME             | Namiki, Shōzō I.                     |
| KURZBESCHREIBUNG | japanischer Kabuki- und Bunrakuautor |
| GEBURTSDATUM     | 1730                                 |
| GEBURTSORT       | Ōsaka                                |
| STERBEDATUM      | 17. Februar 1773                     |
| STERBEORT        | Ōsaka                                |